# BankBoston do Brasil
BankBoston Brasil foi um banco brasileiro, sendo uma filial do BankBoston no país.

## História
Presente no Brasil desde 23 de agosto de 1947, o BankBoston tinha uma atuação dedicada à elite de alta renda. A sua sede era um grande e moderno arranha-céu, com 145 metros de altura e 30 andares que é conhecido como sede do BankBoston, localizado no distrito do Itaim Bibi, na região centro-sul da cidade de São Paulo. Foi concluído em 2002.
Em maio de 2006 o Bank of America anunciou um acordo visando a troca dos ativos do BankBoston no Brasil, Chile e Uruguai por ações do Banco Itaú, maior banco privado brasileiro.

### Anuncio do novo nome e extinção
Banco ItauBank S/A é a partir de agora a razão social do banco anteriormente denominado BankBoston Banco Múltiplo S/A. Com a compra do BankBoston pelo Itaú, a marca BankBoston deixa de existir dando lugar às marcas do Itaú Personnalité.

## Linha do tempo
- 1945 - Getúlio Vargas autoriza instalação do Bank of Boston;
- 1947 - inauguração da primeira agência no Brasil;
- 1948 - instaladas as agências São Paulo e Santos;
- 1960 - inauguração do Edifício Bank of Boston no centro de São Paulo;
- 1961 - inauguração da agência Campinas;
- 1968 - fundação da Boston Financeira;
- 1969 - primeira campanha no segmento Pessoa Física;
- 1970 - ênfase na concessão de crédito pessoal;
- 1970 - inauguração da agência Porto Alegre;
- 1971 - inauguração da agência de viagens Boston Travel;
- 1972 - início das operações de Open Market;
- 1989 - primeiro programa de Trainee;
- 1989 - rede tem 25 agências;
- 1975 - administração central é transferida do Rio de Janeiro para São Paulo;
- 1977 - inauguração da agência Brasília;
- 1996 - lançamento do Site BankBoston no Brasil;
- 1997 - expansão da rede de agências;
- 2002 - inauguração do Edifício BankBoston;
- 2006 - Banco Itaú anuncia acordo de troca de ativos com o Bank of America;
- 2007 - O nome BankBoston no Brasil é substituído pelo nome de Itaú Bank.

## Controvérsias
O BankBoston teve seu nome citado na Operação Zelotes, uma operação da Polícia Federal que investiga um escândalo de corrupção no Conselho de Administração de Recursos Fiscais (CARF), órgão ligado à Receita Federal, responsável por julgar os recursos administrativos de atuações contra empresas e pessoas físicas por sonegação fiscal e previdenciária. Em 1 de dezembro de 2016, o BankBoston junto com o Itaú foram alvos da oitava fase da operação que foram acusados de corrupção ativa, corrupção passiva, advocacia administrativa tributária e lavagem de dinheiro. A nova etapa da operação apontou a existência, entre os anos de 2006 e 2015, de conluio entre um conselheiro do CARF e uma instituição financeira. O esquema criminoso envolvia escritórios de advocacia e empresas de consultoria. O crime seria motivado por um pagamentos feitos a um escritório de consultoria contratado para ajudar o antigo BankBoston a resolver uma pendência com a Receita Federal.